# 陈江场
陈江场，中华人民共和国政治人物、全国脱贫攻坚先进个人。

## 生平
陈江场任临夏回族自治州政府办公室副主任，临夏市委常委、副市长（挂职），厦门市公安局机关党委副书记。因在脱贫攻坚战中作出突出贡献，2021年2月25日全国脱贫攻坚总结表彰大会上，陈江场被授予“全国脱贫攻坚先进个人”。